# Pastisseria Targarona
La Pastisseria Targarona és una obra noucentista d'Igualada (Anoia) protegida com a Bé Cultural d'Interès Local.

## Descripció
Pastisseria noucentista que encara conserva els seus elements decoratius originals malgrat el remodelament de la façana a la planta baixa. Es tracta d'un edifici d'estatges de dos pisos d'alçada, de gran senzillesa ornamental amb domini total de la línia recta que accentua la verticalitat del conjunt. Destaca el trencament total entre els dos pisos i la façana de la planta baixa que, amb dues grans obertures amb arcs escarsers ens indiquen que ens trobem davant un establiment comercial.